# Antenina (Analanjirofo)
Antenina is een plaats en commune in het oosten van Madagaskar, behorend tot het district Soanierana Ivongo, dat gelegen is in de regio Analanjirofo. Tijdens een volkstelling in 2001 telde de plaats 13.469 inwoners.
De plaats biedt enkel lager onderwijs aan. 97 % van de bevolking werkt als landbouwer. De belangrijkste landbouwproducten zijn rijst en kruidnagelen; ander belangrijk product is koffie. Verder is 3% actief in de dienstensector.